# Sale el Sol
«Sale el Sol» (англ. «The Sun Comes Out», укр. «Сходить сонце») — дев'ятий альбом колумбійської співачки Шакіри, виданий у 15 жовтня 2010 року лейблом Epic Records.

## Про альбом

### Музика і лірика
Альбом «Sale el Sol» — це суміш року, іспанського репу, етнічних мотивів, і поп-музики. На відміну від більшості попередніх робіт, тут досить великий вміст серйозних композицій. Матеріали для натхнення вона шукала в старих колумбійських піснях. Відкриває альбом заголовна композиція «Sale el Sol» — рок-мелодія в помірному темпі з акустичною та електрогітарою, що розповідає про зльоти та падіння в житті кожної людини. Loca — це заразлива танцювальна пісня, рімейк хіта домініканського репера El Cata «Loca Con Su Tiguere». Ліричний номер Antes De Las Seis контрастує з самим несерйозним на альбомі треком Gordita за участю пуерториканської реп-команди Calle 13 в особі її фронт-мена Residente і стрімким, трохи нервовим і неспокійним номером Addicted To You. Ці пісні відтіняє ще одна балада Lo Que Mas з акомпанементом клавішних, що дозволяє Шакірі бути ще більш емоційною та душевною. Ще один клубний трек Rabiosa також є в альбомі в двох варіантах — сповнена з репером Pitbull і знову з El Cata. За рок-жанр відповідає пристрасна композиція Tu Boca, а завершують альбом нова візитна картка співачки — гімн Чемпіонату світу з футболу 2010 року «Waka Waka», представлена в її рок-варіації, іспано-мовної («Esto Es Africa») і оригінальною («This Time For Africa») версії за участю Freshlyground.

### Сингли
Напередодні виходу альбому вийшов промо-сингл «Waka Waka», який стала гімном чемпіонату футболу 2010. Наступним синглом стала Loca. Для англійської версії пісні Шакіра заспівала з Dizzee Rascal, а для іспанської версії пісні з El Cata. З піснею Loca співачка виступила на «Late Show with David Letterman», «Dancing With Stars» та ін

### Тур The Sun Comes Out Tour
З альбомами «She Wolf» і Sale El Sol Шакіра поїхала у світове турне. Репетиції тури пройшли в Торонто у вересні 2010 року. Треклист туру включав відомі хіти «Whenever Wherever», «Underneath Your Clothes», «Hips Don't Lie», а також нові пісні «Loca», «Sale El Sol», «Why Wait», «Gordita (feat Residente Calle 13)».

## Список композицій
| #   | Назва                                              | Автор                                                                               | Тривалість |
| --- | -------------------------------------------------- | ----------------------------------------------------------------------------------- | ---------- |
| 1.  | «Sale El Sol»                                      | Shakira, Luis Fernando Ochoa                                                        | 3:21       |
| 2.  | «Loca (Spanish Version) (featuring El Cata)»       | Shakira, Edward Bello, Armando Pérez                                                | 3:05       |
| 3.  | «Antes de las Seis»                                | Shakira, Lester Mendez                                                              | 2:56       |
| 4.  | «Gordita (featuring Residente of Calle 13)»        | Shakira, Réne Pérez                                                                 | 3:26       |
| 5.  | «Addicted to You»                                  | Shakira, Bello, John Hill, Ochoa                                                    | 2:28       |
| 6.  | «Lo Que Más»                                       | Shakira, Albert Menéndez                                                            | 2:29       |
| 7.  | «Mariposas»                                        | Shakira, Menéndez                                                                   | 3:47       |
| 8.  | «Rabiosa (Spanish Version) (featuring El Cata)»    | Shakira, Bello, Pérez                                                               | 2:52       |
| 9.  | «Devoción»                                         | Shakira, Sam Endicott, Gustavo Cerati, Jorge Drexler, Hill                          | 3:31       |
| 10. | «Islands (Original Song by The xx)»                | Romy Madley Croft, Oliver Sim, Jamie Smith                                          | 2:45       |
| 11. | «Tu Boca»                                          | Shakira, Tim Mitchell, Cerati, Menéndez, Drexler                                    | 3:27       |
| 12. | «Waka Waka (Esto es África) (K-Mix)»               | Shakira, Drexler, Hill, Emile Kojidie, Jean Paul Ze Belle, Eugene Victor Dooh Belly | 3:07       |
| 13. | «Loca (English Version) (featuring Dizzee Rascal)» | Shakira, Bello, Dylan Mills, Pérez                                                  | 3:13       |
| 14. | «Rabiosa (English Version) (featuring Pitbull)»    | Shakira, Bello, Pérez                                                               | 2:52       |
| 15. | «Waka Waka (This Time for Africa) (K-Mix)»         | Shakira, Hill, Kojidie, Paul, Victor                                                | 3:07       |